# شتيفان مايرهوفر
شتيفان مايرهوفر (بالألمانية: Stefan Maierhofer)‏ (مواليد 16 أغسطس 1982 في غابليتز - النمسا) لاعب كرة قدم نمساوي يلعب حاليا لصالح نادي الدرجة الممتازة وولفرهامبتون واندررز الإنجليزي منذ 2009 في مركز المهاجم .

## روابط خارجية
- شتيفان مايرهوفر على موقع الاتحاد الأوربي (الإنجليزية)
- شتيفان مايرهوفر على موقع قاعدة بيانات كرة القدم.إي يو (الإنجليزية)
- شتيفان مايرهوفر على موقع بيانات كرة القدم. دي إي (الألمانية)
- شتيفان مايرهوفر على موقع ناشيونال فوتبول تيمز (الإنجليزية)
- شتيفان مايرهوفر على موقع Soccerbase.com (لاعب) (الإنجليزية)
- شتيفان مايرهوفر على موقع Soccerway.com (الإنجليزية)
- شتيفان مايرهوفر على موقع عالم كرة القدم.نت (الإنجليزية)
- شتيفان مايرهوفر على موقع كووورة